# Kelet-európai idő

A kelet-európai idő (angolul Eastern European Time, EET) időzóna. UTC+2 szerint mutatja a helyi időt. A nyári időszámítás ideje alatt Libanont kivéve a kelet-európai nyári idő (angolul: Eastern European Summer Time, EEST, UTC+3) van érvényben helyette. 

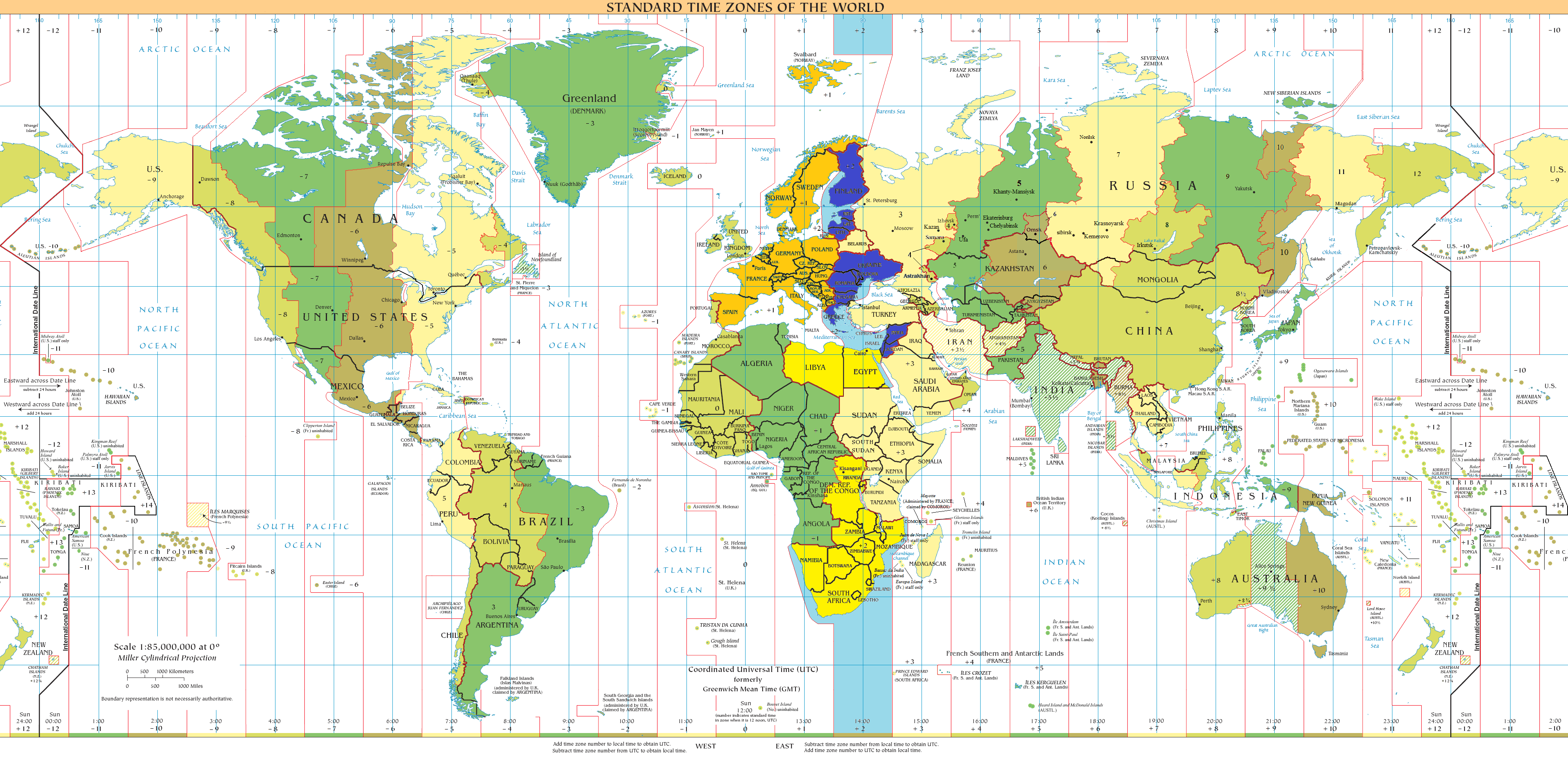
Az UTC+2 földrajzi elhelyezkedése

## Európa
Északról dél felé haladva:
- Finnország
- Észtország
- Lettország
- Litvánia
- Ukrajna
- Románia
- Moldova
- Dnyeszter Menti Köztársaság
- Bulgária
- Görögország
- Ciprus ( Ciprus és  Észak-Ciprus)

## Ázsia
- Szíria
- Libanon
- Jordánia
- Palesztina

(Izrael is az UTC+2 időzónában van, de máskor áll át nyári időszámításra. Lásd: IST Israel Standard Time, ISD Israel Summer Time.)

## Afrika
- Egyiptom[3]
- Líbia (nem használ nyári időszámítást)